# گروه وی‌اچ‌وی
گروه وی‌اچ‌وی (انگلیسی: VHV Group) شرکت بیمه آلمانی است، که در سال ۱۸۷۵ تأسیس شد.